# Eugène Flanneau
Eugène Flanneau (Brussel, 7 oktober 1821 - Elsene, 8 oktober 1891) was een Belgische architect. Hij was actief in Brussel en bouwde hoofdzakelijk in de eclectische stijl.

## Biografie
Eugène Flanneau was een zoon van Julien Joseph Flanneau die het toenmalige Ministerie van Oorlog leidde in de functie van directeur. 
Eugène's moeder, Marie Joseph Brice, was de dochter van kunstschilder Antoine Brice en was de zus van Ignace Brice, die eveneens kunstschilder was.
Men weet dat Eugène zijn loopbaan begon omstreeks 1854. Er is evenwel niet met zekerheid geweten waar en evenmin van wie hij zijn opleiding ontving. Het lijdt geen twijfel dat hij beïnvloed werd door het artistieke milieu waarin hij leefde : zijn oom Ignace Brice was professor aan de Koninklijke Academie voor Schone Kunsten van Brussel.

Eugène's broer, Édouard, had door zijn huwelijk met Mathilde Robyns, een familiale band met August Poelaert die -op zijn beurt- een broer was van de bekende architect Joseph Poelaert.
Eugène wordt beschouwd als een biljante vertegenwoordiger van de Empirestijl in België. Deze bouwtrant voor interieurs was destijds zeer gegeerd en kunsthistoricus Paul De Zuttere citeert de getuigenis van een bewonderaarster uit die tijd. Woorden van barones Wilmar : « De heer Flanneau is de architect van luxueuze huizen;  wat mij betreft: ik bewonder zijn werk overal waar ik het zie, en ik loop zelfs een omweg om het te kunnen zien... ».
Eugène Flanneau was gehuwd met Elvire Englebert (Glimes, 12 april 1824 - Elsene, 15 november 1894).
Het echtpaar had een zoon: Octave. Deze werd in het voetspoor van zijn vader eveneens architect en voltooide een aantal van vaders werken.
Eugène overleed op 8 oktober 1891, daags na zijn 70-ste verjaardag, in zijn woning aan de Napelsstraat 29 te Elsene.

## Œuvre(Selectie)

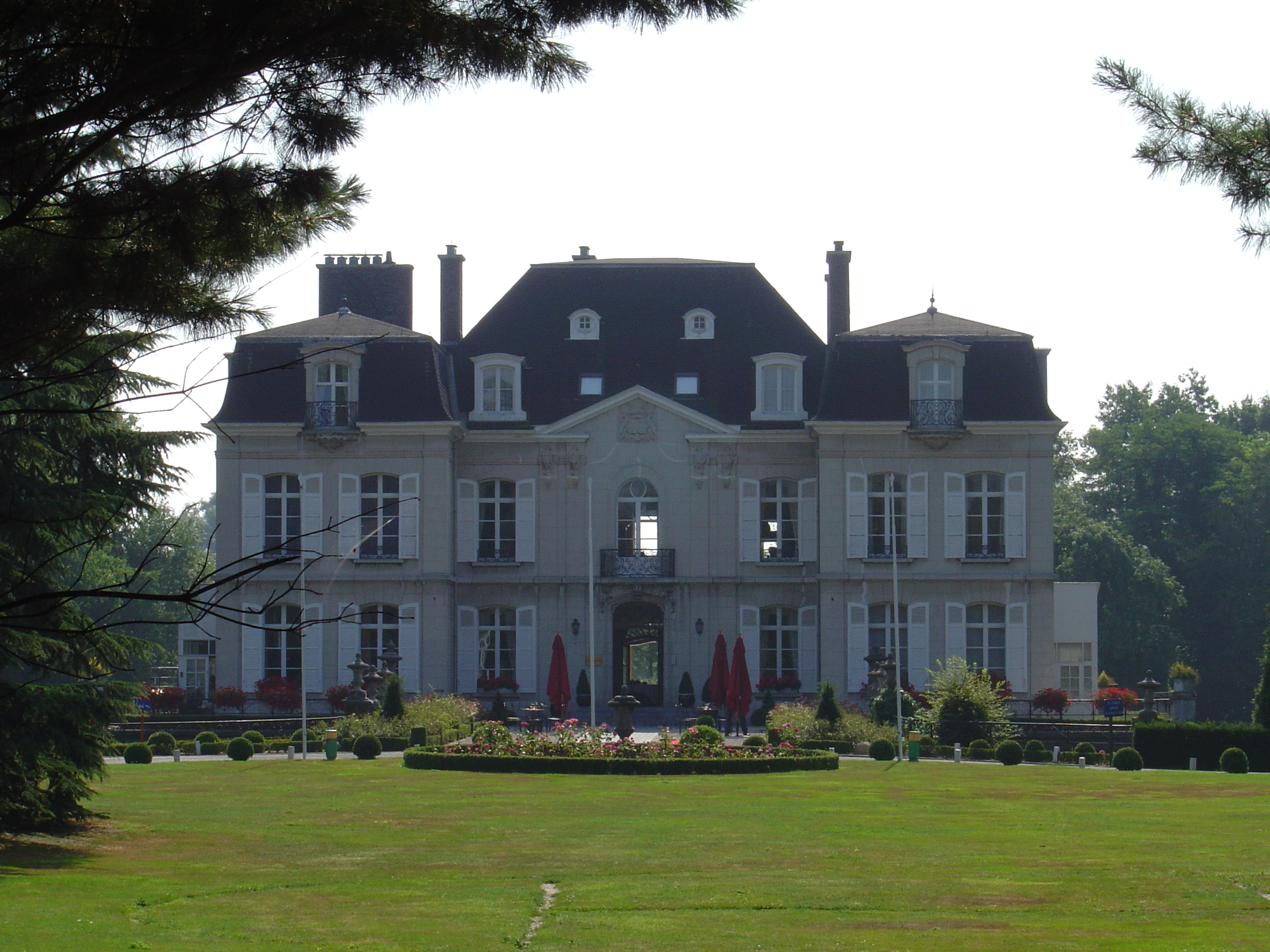
Kasteel van Zwijnaarde.

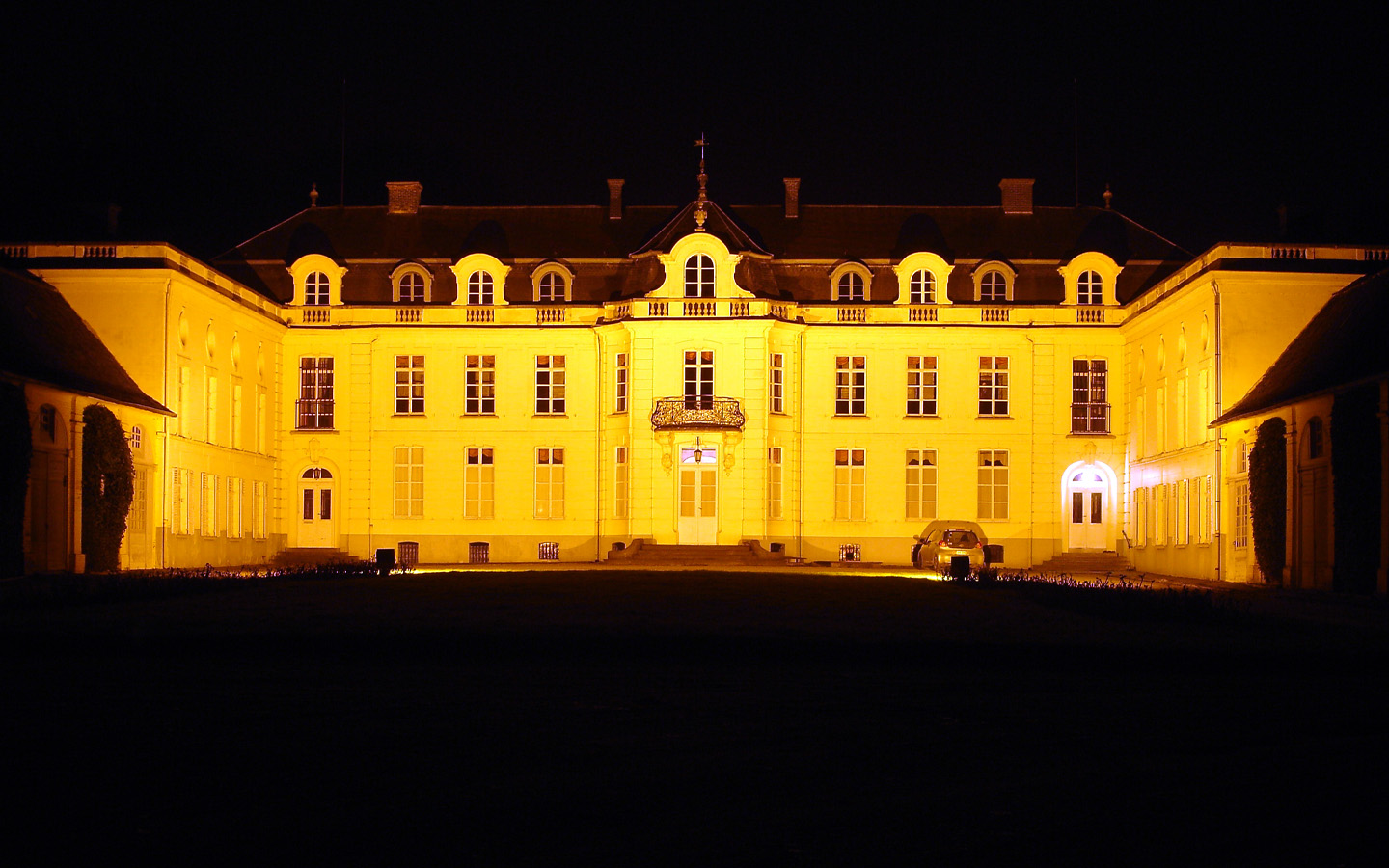
Kasteel Baudries te Dikkelvenne.

- 1859 : Sint-Gillis, Louizalaan 43. Woning in neoclassicistische stijl.
- 1863 : Sint-Gillis, Louizalaan 45. Woning in neoclassicistische stijl.
- 1870 : Brussel, Marsveldstraat 30-32 / Egmontstraat 9-11 : Hotel: "Fondation Universitaire". Gebouw in art-decostijl. Geklasseerd  als beschermd monument sedert 16 juli 2015.
- 1871 : Elsene, Troonstraat 160. Huis Dessigny. Merkwaardige woning in eclectische - alsook neo-Franse renaissancestijl.
- ca. 1873 : Antwerpen, Quellinstraat 39. Hotel "van der Stegen", in neoclassicistische stijl, gebouwd op verzoek van graaf Albert van der Stegen.
- 1872-1876 : Brussel, Anspachlaan 101-105. Woning gebouwd in het kader van de Architectuurwedstrijd van de Stad Brussel (omstreeks 1980 gesloopt).
- 1888 : Sint-Gillis, Bronstraat 115-117. Twee woningen in neoclassicistische stijl.
- 1888 : Sint-Gillis, Sint-Bernardusstraat 7. Woning in eclectische stijl met neoclassicistische invloeden.
- 1899 : Dikkelvenne (Gavere), Kerkstraat 5. Kasteel Baudries. Belangrijke uitbreiding met twee zijtraveeën.
- 1922 : Zwijnaarde (Gent), Joachim Schayckstraat 4-6. Kasteel van Zwijnaarde. Na vernieling tijdens de Eerste Wereldoorlog in 1918, post mortem opgebouwd in 1922, naar plannen die door wijlen Eugène Flanneau waren gemaakt (voor 1891).